# Sabine Häuser-Eltgen
Sabine Beatrice Margarete Häuser-Eltgen (geboren 1960 in Frankfurt am Main) ist eine deutsche Kommunalpolitikerin (Bündnis 90/Die Grünen) und war Mitglied des Staatsgerichtshofs des Landes Hessen.

## Leben
Häuser-Eltgen hat Rechtswissenschaft an der Johann Wolfgang Goethe-Universität Frankfurt am Main und an der Universität Lausanne studiert. Sie ist juristische Mitarbeiterin.
Am 15. Oktober 2014 wurde Häuser-Eltgen auf Vorschlag von Bündnis 90/Die Grünen vom Hessischen Landtag zum stellvertretenden nicht richterlichen Mitglied des Hessischen Staatsgerichtshofs gewählt. Sie übte das Amt bis zum Ende der Wahlperiode 2019 aus.
Häuser-Eltgen ist Mitglied im hessischen Landesvorstand von Bündnis 90/Die Grünen und Abgeordnete im Kreistag von Limburg-Weilburg. Seit 2011 ist sie dort Fraktionsvorsitzende von Bündnis 90/Die Grünen. Bei der Kreistagswahl Limburg-Weilburg 2021 wurde Häuser-Eltgen als Spitzenkandidatin von Bündnis 90/Die Grünen wiedergewählt und ist Mitglied im Haupt- und Finanzausschuss. Sie setzt sich vor allem für Klimaschutz und soziale Themen ein. Häuser-Eltgen vertritt Wolfgang Lippe in der Regionalversammlung Mittelhessen.
Häuser-Eltgen war Sprecherin der Landesarbeitsgemeinschaft Demokratie und Recht von Bündnis 90/Die Grünen. Sie ist Mitglied der Bundesarbeitsgemeinschaft Frauenpolitik von Bündnis 90/Die Grünen und Mitglied des Landesfrauenrats.
Von 2000 bis 2015 war sie ehrenamtlich tätige Frauen- und Gleichstellungsbeauftragte der Stadt Bad Camberg.